# Кюстендил
Кюстендѝл (в Средновековието: Велбъжд, в Античността: Пауталия) е град в Югозападна България, административен център на едноименната област и община.
Намира се в близост до границата със Северна Македония и със Сърбия. Балнеоложки и туристически център с национално и международно значение, археологически и архитектурен резерват, изходен пункт за туризъм и ски спорт в планината Осогово.
По данни на ГРАО към 15 септември 2024 г. в града живеят 43 477 души по настоящ адрес и 61 541 души по постоянен адрес.

## География

### Положение
Кюстендил е разположен в южната част на Кюстендилската котловина, в подножието на планината Осогово, на 527 метра надморска височина, по двата бряга на река Банщица, десен приток на река Струма. Южно от града се издига хълмът Хисарлъка – североизточно разклонение на Осогово. Разстоянието от Кюстендил до столицата София е 104 km, до Пловдив е 262 km, до Варна е 548 km, до Бургас е 496 km, до границата със Северна Македония е 22 km, до границата със Сърбия – около 30 km. Градът е важен шосеен възел на пътя София – Скопие и жп гара на линията София – Перник – Гюешево. През Кюстендил минава Паневропейски транспортен коридор VIII (Вльора – Тирана – Скопие – София – Бургас/Варна).

### Води
През Кюстендил протичат две маловодни реки – Банщица и нейния приток – Колушка, като коритото на втората е изцяло покрито. На територията на града бликат множество топли минерални извори с лечебни свойства. Те са съсредоточени в разлома, разделящ планината Осогово от Кюстендилската котловина в една ивица дълга около 1 km и широка 200 – 250 m. Изворите (40 на брой) са каптирани в общ резервоар. Дебитът им е 35 l/s. Минералната вода при каптажа е с температура 74 °C – една от най-горещите в страната. Тя е бистра, безцветна, със силен мирис на сероводород. Притежава доказани лечебни свойства за определен род заболявания. Кюстендилските минерални извори са благоприятни за лечение на заболявания на дихателните пътища, опорно-двигателния апарат и гинекологични заболявания. По своя химичен състав те са: хидрокарбонатно-сулфатно-натриеви с алкална реакция.
Множеството минерални извори в съчетание с умерения климат, прекрасната природа и богатото културно-историческо наследство са благоприятни предпоставки за развитие на различни форми на туризъм.

### Климат
Кюстендил попада в зона на преходно-континентален климат със средиземноморско влияние (главно по течението на река Струма). Средногодишната температура е около 10,0 °C. Най-високата средномесечна температура е през юли и август – съответно 20,4 °C и 20,7 °C, а най-ниската през януари – −1,0 °C. Годишната температурна амплитуда (разлика между най-топлия и най-студения месец) е 21,7 °C, което показва изразен континентален характер на климата. Лятото е топло и продължително, а зимата – къса и по-хладна; пролетта настъпва устойчиво в началото на март, а есента се задържа топла и слънчева до края на ноември. Годишните валежи възлизат на около 720 mm, разпределени през 90 дни с ≥ 1 mm. Снежната покривка в среда се задържа 30–40 дни през зимата. Продължителността на слънчевото греене е значителна – около 1 130 часа годишно, като най-слънчеви са втората половина на лятото и началото на есента, а облачността е най-голяма през зимата. Влажността на въздуха варира между 65 и 70 %, като е най-ниска през лятото (особено август). Средната годишна скорост на вятъра е около 1,4 m/s, със силни „фьон“ ветрове през зимата и пролетта. Температурни екстремуми: най-ниската регистрирана температура е −22,4 °C (20 януари 1967), а най-високата 43,2 °C (24 юли 2007).
| Месец                                                                | Ян   | Фев  | Март | Апр  | Май  | Юни  | Юли  | Авг  | Септ | Окт  | Ное  | Дек  | Годишно |
| -------------------------------------------------------------------- | ---- | ---- | ---- | ---- | ---- | ---- | ---- | ---- | ---- | ---- | ---- | ---- | ------- |
| Средна температура (°C)                                              | −1,0 | 0,9  | 4,8  | 9,5  | 14,3 | 18,0 | 20,4 | 20,7 | 15,9 | 10,7 | 5,5  | 0,7  | 10,0    |
| Средна максимална дневна температура (°C)                            | 3,3  | 5,4  | 9,7  | 14,4 | 18,8 | 22,6 | 25,1 | 25,6 | 20,7 | 15,6 | 10,2 | 4,8  | 14,7    |
| Средна минимална дневна температура (°C)                             | −4,8 | −3,2 | 0,0  | 4,1  | 8,8  | 12,6 | 14,9 | 15,2 | 11,0 | 5,9  | 1,5  | −2,7 | 5,3     |
| Валежи (mm)                                                          | 50   | 49   | 63   | 73   | 79   | 75   | 58   | 46   | 49   | 58   | 55   | 65   | 720     |
| Климатична таблица. Източник: Climate-Data.org – Kyustendil normals. |      |      |      |      |      |      |      |      |      |      |      |      |         |

## История
Кюстендил е един от най-древните български градове. Градът има осемхилядолетна история на поселищния живот и повече от 1900-годишна градска традиция. В историята е известен с имената Пауталия, Улпия Пауталия, Пауталия Аврелий, Велбъжд, Константинова баня, Ълъджа, Баня, Коласия, Кюстендил.

### Античност
Присъствието на траките в Кюстендилската котловина датира от края на бронзовата епоха (втората половина на III хилядолетие пр. Хр.). Районът се населява от тракийските племена пеони, агриани, дентелети и др. По името на най-голямото от тях цялата област се нарича Дентелетика. През V – IV век пр. Хр. привлечени от лековитите минерални извори траките основават селище.
След падането на Тракия под римска власт (45 г.) римляните превръщат селището във важен търговски център и известен балнеологичен курорт, който наричат Пауталия (на лат. Pautalia). Пауталия е град с интензивен живот и е административен, стопански и културен център на обширна територия. По времето на император Марк Улпий Траян (98 – 117) през 106 г. Пауталия получава градски права и добавя към името си представката „Улпия“ (на лат. Ulpia Pautalia). През периода от времето на император Антонин Пий (138 – 161) до император Каракала (198 – 217) градът сече собствени монети, които са богат източник на информация за градския живот.
След Миланския едикт от 313 г. Пауталия става епископски център, а нейната градска територия – диоцез на Пауталийската епископия.
През IV век след зачестили набези на варварски племена е изградена крепостта на Хисарлъка, преустроена по време на византийския император Юстиниан I (527 – 565), тя е използвана до XV век. Не е известно дали градът е завладян от готи, авари, вестготи или славяни. След 553 г. името Пауталия не се среща.

### Средновековие
Писмени сведения за града през време на Първата българска държава (VII – XI в.) не са запазени. Не е известно кога Велбъжд е присъединен към новооснованата българска държава, но вероятно това става по време на царуването на хановете Кардам (777 – 802) или Крум (803 – 814). През IX в. Велбъжд е вече български град, като след покръстването, при княз Борис I (852 – 89), се превръща във важен епископски център на Българската православна църква и остава такъв през цялото съществуване на Първата българска държава. Към края на X и началото на XI в. Велбъжд се намира в границите на Самуиловата държава. Между изброените в апсидата на Преспанската базилика епископски тронове, подчинени на Българската патриаршия в Преспа, е и епископският трон на Велбъжд.
През 1018 г. българската държава пада под византийска власт и Велбъжд е включен в пределите на Византийската империя. В дадената от император Василий II Българоубиец (976 – 1025) грамота, където се потвърждават привилегиите на заварените от времето на царете Петър I (927 – 969), и Самуил (997 – 1014) български епископства, е споменат и епископът на Велбъжд, в чието подчинение освен самия град Велбъжд се числят още укрепените градове Сътеска, Германея, Теример, Стоб, Долна Сътеска и Разлог. Велбъжд по това време е важен духовен център. В епископските списъци от времето на император Алексий I Комнин (1081 – 1118) велбъждският епископ е споменат на трето място преди средецкия.
През 1204 г., при управлението на цар Калоян (1197 – 1207) Велбъжд е превзет от българската войска и отново става част от българската държава. И през този период градът продължава да е един от важните административно-стопански и епископски центрове. По това време той принадлежи към Прилепската или към Скопската хора според Дубровнишката грамота на цар Иван Асен II (1218 – 1241) от 1230 г. За известен период от време през царуването на цар Михаил II Асен (1246 – 1257), когато много родопски крепости и цяла Македония са завоювани от никейския император Теодор II Ласкарис (1254 – 1258), Велбъжд става пограничен град на българската държава. След смъртта на цар Иван Асен II и настъпилия временен упадък на българската държава Велбъжд за известно време е присъединен към Византийската империя от император Йоан III Дука Ватаций (1222 – 1254).
През време на Втората българска държава Велбъжд се радва на голям икономически разцвет. В околностите му и по склоновете на планината Осогово се експлоатират различни рудни находища – главно за добиване на цветни метали и желязо. Значението на Велбъжд като духовен център е подчертано и от римския папа Инокентий III (1198 – 1216). Чрез своя легат, представител на апостолическата църква в България, той изпраща палиум на епископите Анастасий Велбъждски, Сава Преславски и на търновския архиепископ Василий Търновски.
Възползвайки се от неизгодното вътрешно и външно положение на България в началото на XIV в., сръбският крал Стефан II Милутин (1282 – 1321) нахлува по долините на реките Вардар и Струма и завладява Велбъжд, който за дълги години попада под сръбска власт и влияние. На 28 юли 1330 г., в битката при Велбъжд между българската войска, водена от цар Михаил III Шишман Асен (1323 – 1330) и войската на Сръбското кралство, предвождана от крал Стефан Урош III Дечански (1321 – 1331) българите претърпяват тежко поражение, а българския цар е тежко ранен и три дни по късно умира.
Към средата на XIV в. в Югозападна България се формира ново държавно образувание с център Велбъжд начело с фамилията на Деяновци (Драгаши). Родоначалник на Деяновци е севастократор и деспот Деян Драгаш. Владенията на неговите синове Йоан Драгаш и Константин Драгаш се простират между реките Вардар и Струма, а за столица е избран главният град на областта Велбъжд. При Константин Драгаш деспотството има голямо териториално разширение, но изпада в зависимост от Османската империя. Деспот Константин Драгаш загива заедно с Крали Марко (също османски васал), сражавайки се на страната на Баязид I в битката при Ровине срещу влашкия владетел Мирчо Стари през 1395 година. Наследен е от сина си Яков, който приема исляма и името Якуб. Последен владетел на Велбъжд е Юсуф (с християнско име Стефан), вероятно помюсюлманчен син на Константин Драгаш или на Якуб. По името на Константин Драгаш след покоряването му от османските турци градът е наречен Кюстендил според практиката на османските завоеватели да назовават завладените градове по името на последния християнски владетел.

### Османски период
След завладяването на Балканския полуостров, Кюстендил става административен център на Кюстендилския санджак, най-големият в провинция Румелия, който включва 14 каази (околии): Кюстендилска, Радомирска, Дупнишка, Петричка, Мелнишка, Дойранска, Тиквешка, Велешка, Струмишка, Радовишка, Щипска, Кратовска, Враняшка и Кривопаланска.
Християнското население на Кюстендил е прогонено в околните села, избито и помохамеданчено. На негово място в града се заселват 60 турски семейства от гр. Кония, Мала Азия. Името Велбъжд се заменя с Константин-илли (Константинова земя) по името на последния му християнски владетел Константин Драгаш, което преминава в Кюстендил. Завладяването на града от османските турци води до бързия му упадък и за столетия напред той се превръща в провинциален османски град с преобладаващо турско население и ориенталски облик.
Няколко пъти градът е за кратко освобождаван от християнски войски. При първия случай по време на Голяма турска война австрийците правят опит да превземат и Кюстендил, като по този начин разгромят отрупаните в този район турски войски. В това нападение взема най-активно участие Страхил войвода. Софийският управител Хюсеин паша изпраща двама малоазийски пълководци – Ахмед паша от Хамид и Мехмед бей от Джаник да отбраняват Кюстендил. Тъй като градът е охраняван откъм полето от 300 души сеймени, Страхил войвода минава през планината и напада през нощта. Така отрядът успява да влезе в града, разграбен и подпален. Едва след това турските защитници на крепостта и сеймените от полето се съвземат и започват преследване. Вторият случай е през март 1690 г., когато австрийският военачалник Антонио Валерио Жич с войскови отряд от 2000 пехотинци и 100 конници прониква в района, разбива турците и превзема града. 46 години по късно – през 1737 г. друг австрийски отряд от 100 конници прониква до близкото кюстендилско село Перивол (сега Драговищица), разбива турската войска, пленява знамето и се оттегля.
През Възраждането градът започва бързо да се развива и разраства, като една от причините за това е нарастване броя на християнското българско население. През 30-те години на XIX век оттук минава френският геолог Ами Буе, който описва Костендил като многолюден град с 5000 – 6000 жители българи и мюсюлмани. Има доста джамии, една часовникова кула и голям брой дюкяни, като преобладават оръжейниците и ковачниците. Има няколко бани с минерална вода. Според свидетелства на посетили града през 1859 година американски мисионери, той има 15 хиляди жители, половината турци, а останалите българи.
Строят се църкви: „Успение Богородично“ (1816), „Свети Мина“ (1859), „Свети Димитър“ (1866). Открива се килийно училище (1821), впоследствие взаимно училище (1849), основава се първото в района читалище (1869). Жителите на града вземат дейно участие в църковно-националната борба. В околните планини действат хайдушките чети на Ильо войвода и Румена войвода, една от малкото жени-войводи в българската история. През 1872 г. учителят Тодор Пеев основава таен революционен комитет. Кюстендил е освободен от руските войски на 29 януари 1878 г. (по нов стил). Кюстендилци участват в опълчението по време на Руско-турската война.

### Нова история
След Освобождението Кюстендил става един от значимите градски центрове на Югозападна България. През 1909 година е свързан с железопътна линия със София. В началото на ХХ век Кюстендил е провинциален промишлен и търговски център с развита лека и хранително-вкусова промишленост и обощарство. Градът се утвърждава и като курорт.
При избухването на Балканската война през 1912 година 1320 души от града са доброволци в Македоно-одринското опълчение.
По времето на Народната република в Кюстендил са построени големи индустриални предприятия като Кондензаторния завод, Оптикомеханичния завод, Трансформаторния завод, Завода за кухненско оборудване, Обувния завод, „Винпром“, Консервната фабрика, Завода за прежди и др. През 1960-те и 1970-те години се извършва масирано строителство, оформят се съвременните жилищни комплекси „Запад“, „Румяна войвода“, „Герена“, „Бузлуджа“.

## Население
Брой на населението според данни на Националния статистически институт и преброяванията:

| \| Година на преброяване \| Численост \| \| --------------------- \| --------- \| \| 1887 \| 9590 \| \| 1910 \| 13 748 \| \| 1934 \| 16 788 \| \| 1946 \| 19 238 \| \| 1956 \| 25 025 \| \| 1965 \| 37 707 \| \| 1975 \| 48 354 \| \| 1985 \| 54 196 \| \| 1992 \| 54 431 \| \| 2001 \| 49 919 \| \| 2011 \| 44 532 \| \| 2021 \| 35 888 \| \| 2024 \| 34 334 \| |           |
| Година на преброяване | Численост |
| 1887 | 9590      |
| 1910 | 13 748    |
| 1934 | 16 788    |
| 1946 | 19 238    |
| 1956 | 25 025    |
| 1965 | 37 707    |
| 1975 | 48 354    |
| 1985 | 54 196    |
| 1992 | 54 431    |
| 2001 | 49 919    |
| 2011 | 44 532    |
| 2021 | 35 888    |
| 2024 | 34 334    |

## Политика

### Герб на общината
Гербът на община Кюстендил е разработен от художника Кирил Гогов през 1976 г. Решен е във формата на френски щит, разделен на 4 полета, в които са изобразени крепостна кула, лилия, ябълков цвят и храмът на Асклепий. По диагонала полетата на щита са в синьо и червено. Щитът е увенчан с крепостна корона.

### Кмет на общината
Местните избори през 2023 година са спечелени от инж. Огнян Атанасов (първи мандат).

### Общински съвет
Съотношението след изборите 2023 г. в Общинския съвет е както следва:
- Местна коалиция ГЕРБ – 28,92%
- Партия на Зелените – 16,95%
- Продължаваме промяната-Демократична България – 11,18%
- БСП за България – 9,18%
- Възраждане – 8,71%
- Глас Народен – 4,98%
- Левицата – 4,37%

### Учреждения
Като административен център на област и община в града са разположени множество общински и държавни институции: Общинска администрация, Областна администрация, Окръжен съд, Областна дирекция на МВР, Дирекция „Областна инспекция по труда“, Областна дирекция „Земеделие“, Териториална дирекция „Държавен архив“; Регионален център на Националния институт по метеорология и хидрология, Регионално управление по образованието, Районна здравноосигурителна каса, Многопрофилна болница за активно лечение „Д-р Никола Василев“, Регионална колегия на Българския лекарски съюз и др.

### Побратимени градове
Град Кюстендил е побратимен град и поддържа отношения със следните градове:
- Клинци, Брянска област, Русия[23]
- Коко Бийч, Флорида, САЩ (Решение № 243/25.02.2005 г. на ОбС-Кюстендил)
- Лесковац, Сърбия,
- Гиватайм, Израел.[24]

## Религии
В миналото Кюстендил е бил седалище на Кюстендилската епархия, като последната е закрита през 1884 година.
Днес Кюстендил принадлежи в църковно-административно отношение към Софийска епархия. Градът е център на Кюстендилската духовна околия с Архиерейско наместничество. Архиерейский наместник е велбъждския епископ Исаак Велбъждски, втори викарий на Софийския митрополит (от 10 юни 2023 г.).
Преобладаващата част от градското население изповядва днес източното православие. Има няколко християнски деноминации, свързани с протестантството, представител на една от които е Евангелска петдесятна църква – Кюстендил, основана през 1922 г. Съществува и малка еврейска общност. През време османското владичество Кюстендил е имал предимно турско население, изповядващо исляма, но от многобройните джамии от това време, сега са запазени само две. Днес в града има действащи само християнски храмове.
Кюстендил е център на титулярната Велбъждска архиепархия на Римокатолическата църква с предстоятел архиепископ Габор Пинтер (от 18 май 2016 г.).

## Забележителности

### Музеи и галерии
- Регионален исторически музей „Академик Йордан Иванов“ – бул. България 55 (срещу хотел „Велбъжд“). Археологическата експозиция (зала Асклепий) включва експонати от целия Кюстендилски регион за времето от VII – VI хил. пр. Хр. до XVII в.
- Къща музей „Емфиеджиевата къща“ – ул. Гороцветна 24а. В къщата – архитектурен паметник от епохата на Възраждането, е поместена музейната експозиция „Градски бит и култура на населението в Кюстендил от края на 19 и началото на 20 век“.
- Къща музей „Ильо войвода“ – ул. Цар Освободител 189. В реставрираната къща на Ильо Марков, един от най-бележитите дейци на българското националноосвободително движение е уредена експозиция на тема: „Националноосвободителните борби на населението от Кюстендилския край“.
- Къща музей „Димитър Пешев“ – ул. Цар Симеон I-ви, 11. Постоянно действаща изложба с оригинални вещи, снимки и факсимилета, за събитията от март 1943 г. и за световно признатите заслуги на Димитър Пешев и неговите съграждани Петър Михалев, Асен Суичмезов, Владимир Куртев и Иван Момчилов, допринесли за спасяването на евреите в България.
- Къща на Георги Горанов – къщата на композитора Георги Горанов, композирал песента „Дружна песен“ (Песен на труда). Намира се на ул. Георги Горанов 2. Уредена е музейна сбирка.
- Художествена галерия „Владимир Димитров – Майстора“ – ул. Патриарх Евтимий 20. Галерията притежава основната и най-голяма колекция от творби на Владимир Димитров – Майстора, подредени в постоянна експозиция. Съхранява и периодично урежда изложби и на други видни кюстендилски художници като Стоян Венев, Мориц Бенционов, Никола Мирчев, Асен Василиев и др.

### Римски и турски бани
- Римски терми – намират се в централната част на града, в съседство с джамията „Ахмед бей“. Римските терми са обществени бани, изградени през II – III в. и са част от голям комплекс-асклепион. Те са един от символите на град Кюстендил. Паметник на културата с категория „национално значение“.
- „Дервиш баня“ – турска обществена баня, строена през 1566 г. Функционира повече от 400 години, до 1992 г. През 2005 г. е цялостно реставрирана. Архитектурен паметник на културата.
- „Чифте баня“ – късносредновековна турска баня, построена през 1489 г. върху основите на Пауталийския асклепион. През 1910 г. е частично разрушена и върху основите и е изградена нова модерна градска баня, преустройството и реконструкцията на която завършват през 1913 г.
- „Алай баня“ – късносредновековна турска баня, частично разрушена след Освобождението, възстановена през 1912 – 1914 г. и преустроена през 1928 г.

### Крепостни и отбранителни съоръжения
- Късноантична и средновековна крепост „Хисарлъка“ – намира се на най-високата равнинна част на хълма „Хисарлъка“, издигащ се на 2 km югоизточно от Кюстендил. Крепостта е изградена в края на IV – началото на V в. Поправяна през VI в., тя преживява Първата и Втората българска държава и е съборена от османските завоеватели през XV в. Паметник на културата с категория „национално значение“.
- Пиргова кула – средновековна отбранителна кула в град Кюстендил. Намира се в централната част на града до римските терми. Названието „Пиргова“ произхожда от гръцката дума – „пиргос“, което означава кула. Отнася се във времето между края на XIV и първата четвърт на XV в. Паметник на културата с категория „национално значение“.

### Църкви
- Средновековна църква „Свети Георги“ – намира се в югозападната част на гр. Кюстендил, в квартал Колуша. Църквата е кръстокуполна, от типа „вписан кръст“. Според архитектурните ѝ особености и неотдавна разкритите средновековни стенописи, датирането ѝ може да се отнесе към края на Х – началото на XI век Тя е национален паметник на културата с голяма археологическа, художествена и историческа стойност като най-старата запазена средновековна църква в Югозападна България.
- Възрожденска църква „Успение Богородично“ – намира се в централната част на града, в непосредствена близост до централния площад. Построена е през 1816 г. на мястото на средновековна църква „Св. Никола“. По план е вкопана едноапсидна трикорабна псевдобазилика, с дървено покритие. Обявена е за архитектурен и художествен паметник с категория „национално значение“. Действащ храм.
- Възрожденска църква „Свети Димитър“ – построена е през 1866 г. в източната част на Кюстендил. Автор на по-голяма част от иконите е известният самоковски художник Иван Доспевски.
- Възрожденска църква „Свети Мина“ – намира се в западната част на града. Изградена е през 1859 г. като манастирска църква. Представлява трикорабна псевдобазилика без притвор. Портик от юг води към малък подземен параклис с аязмо – света вода.
- Църква „Свети Великомъченик Мина“ – построена е през 1934 г. в съседство със старата възрожденска църква „Свети Мина“ по проект на арх. Антон Торньов. Една от най-внушителните и представителни църкви в цяла България. Църквата е действащ храм.

### Джамии
- Джамия „Фатих Мехмед“ – джамията е построена от Хараджи Кара Мехмед бин Али, един от известните строители на обществени сгради в Кюстендил. Предполага се, че е построена към средата на XV в. Датировката – 1531 г., изписана с тухли в източната част на купола, вероятно се отнася до по-късна реконструкция. Джамията не е действаща.
- Джамия „Ахмед Бей“ – джамията е известна още като „Инджили“ (Християнската), е построена към средата на XV в. Входната аркада, покрита с три малки куполи, е запазена в оригиналния си вид. През 1734 г. е преустроена и разширена. Понастоящем е изложбена зала на музея в Кюстендил.

### Възрожденски сгради
- Взаимно училище „Св. св. Кирил и Методий“ – намира се в двора на църквата „Успение Богородично“. Сега е реставрирано. Известно като „килийното училище“, въпреки че съществувалото през първата половина на XIX век в същия църковен двор килийно училище не е запазено.
- Прокопиевата къща – къщата на чорбаджи Давидко Ячков, построена през XVIII век, намираща се в централната градска част, в близост до градския площад.
- Лекарската къща – къщата на възрожденския лекар Иван Лекарски (1812 – 1878), построена през 50-те години на XIX век, паметник на културата. Намира се на ул. Ген. Крум Лекарски 13.
- Къща на Костандий Беровски – къщата на възрожденеца Костандий Попгеоргиев Беровски, четник на Ильо войвода. Построена е в средата на XIX век, паметник на културата. Намира се на ул. Цар Освободител 238 (до къщата музей „Ильо войвода“.
- Къща на Тонче Кадинмостки – къщата на възрожденеца Тонче Кадинмостки, знаменосец в четата на Ильо войвода. Построена е през 30-те години на XIX век, паметник на културата. Намира се на ул. Цар Освободител 191 (до къщата музей „Ильо войвода“).
- Майорската къща – къщата на майор Йосиф Ангелов (1857 – 1913), построена през 1870 г., паметник на културата. Намира се на ул. Цар Освободител 81.
- Къща на Дона Ковачева. През периода 1895 – 1903 г. в къщата на Дона Ковачева се помещава щабквартирата на Гоце Делчев. Къщата е възстановена в края на 1970-те и е паметник на културата.

### Паметници
- Архитектурен скулптурен паметник на загиналите воини от Тринадесети пехотен рилски полк във войните 1912 – 1913 г. и 1915 – 1918 г.
- Архитектурен скулптурен паметник на Тодор Александров – „Всичко за Македония“ (1927, възст. 1991), посветен на загиналите във войните за национално обединение и освобождение на Македония.
- Паметник „Плачуща Македония“ (1932), посветен на загиналите борци в борбата за освобождение на Македония, разположен в градските гробища.
- Паметник на Владимир Димитров – Майстора. Открит на 24 ноември 1972 г., автори з.х. Борис Гондов и арх. Сл. Василев. Изпълнен от бронз в цял ръст (вис. 3,20 m). Паметникът е издигнат пред Художествената галерия.
- Архитектурен паметник на Ильо войвода.
- Бюст-паметник на Ильо войвода.
- Бюст-паметник на Тодор Ангелов – Божаната.
- Бюст-паметник на Васил Левски.
- Бюст-паметник на Пейо Яворов. Издигнат е през 1929 г. в „Банската градина“. Паметникът е копие на паметника на поета в „Борисовата градина“, София. Автор на паметника е Григор Агаронян.
- Бюст-паметник на Димитър Пешев.
- Паметник на проф. Асен Василиев до църквата „Свети Георги“ в Колуша.
- Бюст-паметник на лесовъда Йордан Митрев в лесопарк „Хисарлъка“.
- Паметник на алпинистите Людмил Янков и Стоян Наков.

### Паркове
- Лесопарк „Хисарлъка“ – намира се на едноименния хълм, непосредствено над града. Специално за пешеходците има изградена пешеходна алея, започваща от стадион „Осогово“. В парка се намира и зоологическата градина на града, в която могат да се видят различни видове животни.
- Парк „Банска градина“ – създаден е през 1912 г. във връзка с реконструкцията на Централната градска баня, по проект на арх. Христо Ковачевски.
- Зоопарк (Кюстендил) – лесопарк „Хисарлъка“, ул. Неофит Бозвели 8

### Други
- Попниколовата къща – бившата къща на кюстендилския адвокат В. Попниколов, построена през 1911 – 1912 г., в стил модерн, сега „Дом на архитекта“. Намира се на ул. Демокрация 27.
- Железния мост – мост над река Банщица, построен през 1909 г. по проект на арх. Рудолф Фишер. Свързва жп гарата с централния градски площад. В четирите му края има скулптурни женски фигури, изпълнени от бял врачански камък, с автор скулпторът Любен Димитров (1969).

## Редовни събития
- 29 януари – официален празник на град Кюстендил. Ден на Освобождението на град Кюстендил от османско владичество. Обявен е за официален празник с Решение № 358/29 януари 2009 г. на Общински съвет – Кюстендил.
- 21 март – празник „Кюстендилска пролет“: посрещане на пролетта. Отбелязва се от 1966 г. Провежда се конкурс за красота с избиране на най-красива девойка: „Девойка Кюстендилска пролет“. Чества се „денят на пролетта“ – 21 март, с излет в местността „Хисарлъка“
- юни – „Празник на черешата“. Провежда се три поредни дни от месец юни. Първото овощарско изложение в страната е в гр. Кюстендил през 1896 г., когато е учредена Първата национална овощарска изложба. Празникът-изложение е възстановен през 2008 г.
- 15 август – На църковния празник „Успение на Пресвета Богородица“ в Кюстендил се отбелязва и „Панагия – въздигане на хляба“. Организира се иконографска изложба, съпроводена с изложение на обредни хлябове.
- октомври – „Празник на плодородието“. Провежда се три поредни дни в средата на октомври. Има изложение на производители на плодове и зеленчуци от Кюстендилския край.

## Образование и култура

### Училища
- Гимназия „Неофит Рилски“
- Природоматематическа гимназия „Професор Емануил Иванов“
- Езикова гимназия „Доктор Петър Берон“
- Професионална гимназия по икономика и мениджмънт „Йордан Захариев“
- Професионална техническа гимназия „Джон Атанасов“
- Професионална гимназия по туризъм „Никола Йонков Вапцаров“
- Професионална гимназия по лека промишленост „Владимир Димитров-Майстора“
- Професионална гимназия по дървообработване и горско стопанство „Георги Сава Раковски“
- Професионална гимназия по селско стопанство „Свети Климент Охридски“
- Спортно училище „Васил Левски“
- 1-во ОУ „Св. св. Кирил и Методий“
- 2-ро ОУ „Даскал Димитри“
- 3-то ОУ „Проф. Марин Дринов“
- 4-то ОУ „Иван Вазов“
- 5-о ОУ „Христо Ботев“
- 6-о ОУ „Паисий Хилендарски“
- 7-о ОУ „Ильо Войвода“
- Основно оздравително училище за белодробни заболявания „Райна Цанева“
- Санаториум за деца с хронични белодробни заболявания
- НУ „Св. Климент Охридски“
- Частен професионален колеж „Бизнес“

### Библиотеки
- Регионална библиотека „Емануил Попдимитров“

### Читалища
- „Братство“
- „Пробуда“ – кв. Колуша
- „Асклепион“
- „Зора Кюстендил“
- „Искра“
- „Ильо войвода“ – кв. Герена
- „Даскал Дамаскин“
- „Надежда“ – кв. Въртешево
- „Васил Левски“ – кв. Изток

### Театър и кино
- Драматичен театър „Крум Кюлявков“. Първата самодейна театрална трупа е създадена на 8 февруари 1873. До 1948 г. театърът не съществува самостоятелно, а е част от дейността на кюстендилското читалище „Братство“. През 1948 г. театърът става общински, а от 1 януари 1952 г. е държавен. С указ от 26 май 1969 г. театърът е наименуван „Държавен драматичен театър „Крум Кюлявков“. Новата модерна сграда на театъра е открита на 6 февруари 1978 година от министъра на културата Людмила Живкова с пиесата на Рачо Стоянов „Майстори“. От 2005 г. театърът отново е общински.
- Преди 1990 г. в града функционират 5 киносалона, от които 2 летни, които впоследствие са затворени. В началото на 2011 г. е открито ново общинско кино в сградата на театъра.

### Музика
- Псевдо хор
- Нови цветя

### Местен печат
- Областен вестник „Наблюдател“, печата се в гр. Кюстендил

### Радио и телевизия
| Честота    | Радиостанция                | Предавател                      | Мощност |
| ---------- | --------------------------- | ------------------------------- | ------- |
| 88.50 MHz  | Радио Сити                  | кв. Катранлия                   | 100 W   |
| 89.50 MHz  | Радио 1                     | РПЦ „Дева Бродкаст“ – Хисарлъка | 300 W   |
| 90.20 MHz  | Радио Веселина              | Сграда на Обл. администрация    | 450 W   |
| 93.80 MHz  | Радио Ритъм +               | бул. „Раковски“ 22, бл. 3       | 80 W    |
| 96.70 MHz  | Радио Фокус                 | РПЦ „Дева Бродкаст“ – Хисарлъка | 300 W   |
| 99.30 MHz  | БНР Програма „Христо Ботев“ | РРТС връх Виден                 | 10 kW   |
| 100.60 MHz | Дарик Радио                 | РРТС връх Виден                 | 1 kW    |
| 102.10 MHz | БНР Програма „Хоризонт“     | РРТС връх Виден                 | 10 kW   |
| 104.50 MHz | Радио Фреш                  | бул. „Раковски“ 22, бл. 4       | 80 W    |
| 106.60 MHz | БНР „Благоевград“           | РРТС връх Виден                 | 1 kW    |

## Други
- На Кюстендил е наречена улица в кварталите „Хиподрума“ и „Белите брези“ в София (Карта).
- На Кюстендил е наречена улица в град Перник.
- На Кюстендил е наречена улица в град Клинци, Брянска област, Русия.